# Орси, Паоло
Па́оло О́рси (итал. Paolo Orsi; 18 октября 1859, Роверето, Трентино-Альто-Адидже — 8 ноября 1935, Роверето, Трентино-Альто-Адидже) — итальянский археолог, один из виднейших исследователей доисторического и классического периода истории Италии.
Изучал древнюю историю и археологию в Вене и Падуе, защитил диссертацию в Риме. Отказался от карьеры университетского преподавателя, поскольку предпочитал полевые археологические исследования. В первую очередь его интересовали археологические памятники доисторического (доримского) периода Италии, в частности, на Сицилии, где он исследовал ряд доримских культур: Стентинелло, Кастеллуччо, Тапсос и др.
В 1895—1934 гг. Орси был директором археологического музея в гор. Сиракуза, который в настоящее время носит его имя. В 1893 — 1909 годах детально исследовал катакомбы Сан-Джованни, а 1916 — 1919 катакомбы Санта-Лючия в Сиракузах. В 1909 г. он был одним из учредителей Итальянского археологического общества (Società Italiana di Archeologia). С 1896 г. — академик Академии Линчеи. С 1924 г. — сенатор Италии.

## Сочинения
- Gela: Scavi del 1900—1905. Rom 1906
- Templum Apollinis Alaei, Rom 1934
- Sicilia Bizantina, Tivoli 1942